# Rodrigo Manrique de Ayala
Rodrigo Manrique de Ayala (-1530) fue un noble y caballero castellano.

## Biografía
Fue hijo de Rodrigo Manrique, maestre de la Orden de Santiago y I conde de Paredes y de su tercera esposa, Elvira de Castañeda. Rodrigo tuvo por hermanos como fruto de este matrimonio a:
- Enrique Manrique de Lara y Castañeda, señor del mayorazgo de Rielves.
- Alonso Manrique de Lara y Castañeda, obispo de Badajoz (1499), después de Córdoba (1516),y sucesivamente arzobispo de Sevilla (1523), inquisidor general (1523–1538) y cardenal (1531).

Su padre había contraído previamente dos matrimonios, un primero en 1432 con Mencía de Figueroa, con descendencia; y un segundo, en 1446 con Beatriz de Guzmán, sin descendencia. Del primer matrimonio de su padre, contaba con siete medio hermanos:
- Pedro Manrique de Lara y Figueroa: II Conde de Paredes de Nava, Trece de la Orden de Santiago, señor de varias villas. Casó con Leonor de Acuña, hija del I Conde de Buendía
- Rodrigo Manrique de Lara y Figueroa: señor de Ibros, comendador de Yeste y Taibilla, Trece de la Orden de Santiago, alcaide de Pucherna, corregidor de Baza, Guadix, Almería, Purchena y Vera, embajador en Portugal y mayordomo mayor de la infanta Juana.
- Diego Manrique de Lara y Figueroa: Falleció joven.
- Jorge Manrique de Lara y Figueroa: Poeta, autor de las Coplas por la muerte de su padre, comendador de Montizón y Chiclana, capitán de la Guardia de Castilla
- Fadrique Manrique de Lara y Figueroa: Capitán de hombres de armas de la Guardia de Castilla, alcalde mayor de Úbeda
- Leonor Manrique de Lara y Figueroa: Señora de la villa de San Román. Contrajo matrimonio con Pedro Fajardo de Quesada.
- Elvira Manrique de Lara y Figueroa: Señora de Frómista. Casó con Francisco Enríquez, señor de Baños y Quintanilla.

Ingresó en la orden de Calatrava que por entonces exigía el celibato. Sin embargo conoció a Ana de Castilla, que estaba en proceso de nulidad matrimonial de su entonces marido Gutierrez de Belvís, señor de Monroy. Rodrigo comenzó a convivir con Ana y fruto de esta relación tuvieron un hijo, Gaspar. Posteriormente, obtenida la nulidad del primer matrimonio de Ana contrajeron matrimonio, teniendo después otros seis hijos:
- Rodrigo, eclesiástico.
- Íñigo, ídem.
- Alonso Manrique de Guzmán, casado con Elvira de Guzmán, hija de Vasco Ramírez de Guzmán y de su esposa Elvira de Guzmán, hija a su vez de Fernando Pérez de Guzmán, señor de Batres.
- María
- María de Castilla, dominica en el convento de la Madre de Dios de Toledo.

Durante su vida fue alcaide de Huéscar, y después asistente de Sevilla.

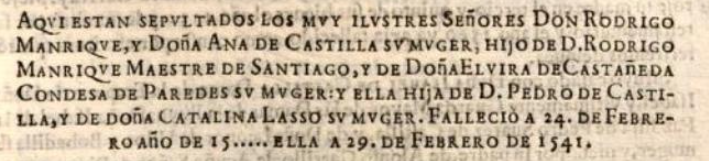
Inscripción de su tumba y la de su mujer en el convento de la Madre de Dios en Toledo.

Murió hacia 1530, siendo enterrado en la iglesia del convento de la Madre de Dios de Toledo, del que era monja su hija María.

## Iconografía
Se conoce que tuvo como divisa: LA CALOR DE MI DESEO / NUNCA SIN ARDOR LA VEO, de acuerdo con Gonzalo Fernández de Oviedo. Según Andrea Maceiras, la divisa podría hacer referencia a las circunstancias de su matrimonio con Ana de Castilla.